# 6-й Останкинский переулок
6-й Оста́нкинский переу́лок — небольшая улица на севере Москвы, в Останкинском районе Северо-Восточного административного округа между улицей Академика Королёва и Первой Останкинской улицей. Образован в 1928 году, назван по бывшему подмосковному селу Останкино (с конца XIX века в черте Москвы), на территории которого находится. В переулке находится мемориальный дом-музей академика С. П. Королёва.

## Расположение
6-й Останкинский переулок начинается от улицы Академика Королёва как продолжение улицы Цандера, проходит на север под монорельсовой дорогой (перегон «Выставочный центр» — «Улица Академика Королёва») и оканчивается на 1-й Останкинской улице. Справа находится парковая зона и двухэтажный особняк, где в 1959—1966 годах проживал Сергей Королёв, сейчас в нём расположен дом-музей.

## Учреждения и организации
- Дом 2/28 — Мемориальный дом-музей академика С. П. Королёва.